# أكو أكو
أكو أكو هو شخصية خيالية في سلسلة ألعاب الفيديو كراش بانديكوت، وهو عباره عن قناع خشبي يساعد كراش ويعطيه النصائح وله كلمة شهيرة وهي بوردوقا  ويعتبر الأخ غير الشقيق لأوكا أوكا.
وهو الشخصية الوحيدة التي ظهرت في جميع إصدارات السلسلة كراش بانديكوت.